# Simonas Rozenbaumas
Szymon Rozenbaum (lit. Simonas Rozenbaumas, także: Šimšonas, Simanas; ur. 21 lipca 1860 w Pińsku, zm. 6 grudnia 1934 w Tel Awiwie) – litewski polityk i dyplomata, działacz mniejszości żydowskiej na Litwie, syjonista, poseł do Dumy i Sejmu litewskiego, minister ds. żydowskich (1923–1924), konsul honorowy Republiki Litewskiej w Palestynie.

## Życiorys
Studiował prawo na uniwersytetach w Czerniowcach i Odessie. Studia ukończył w 1887, po czym praktykował jako adwokat w Mińsku. Zaangażował się w działalność syjonistów litewskich – w 1902 był delegatem na ich miński zjazd, a cztery lata później wybrano go przewodniczącym Rosyjskiej Organizacji Syjonistycznej. Wszedł w skład I Dumy rosyjskiej, reprezentując gubernię mińską.
W czasie I wojny światowej stał na czele wileńskiego oddziału syjonistycznego. Od 1919 do 1924 przewodniczył Litewskiej Radzie Żydowskiej. W 1918 dokooptowano go do Taryby jako przedstawiciela ludności żydowskiej. W 1919 pełnił krótko urząd wiceministra spraw zagranicznych, wziął udział w pracach delegacji litewskiej w Paryżu. Rok później był jednym z negocjatorów układu litewsko-radzieckiego. W tym samym roku wybrano go posłem do Sejmu Ustawodawczego Litwy, gdzie włączył się w prace nad konstytucją.
W 1923 wybrano go posłem na Sejm II kadencji. W rządzie premiera Galvanauskasa sprawował funkcję ministra ds. żydowskich (od czerwca 1923 do lutego 1924), podał się do dymisji w związku z brakiem szans na uzyskanie autonomii narodowej dla litewskich Żydów oraz obniżeniem rangi jego urzędu.
W 1924 opuścił kraj osiedlając się w Palestynie. W 1929 zaproponowano mu funkcję konsula honorowego Republiki Litewskiej w Ziemi Świętej, którą sprawował do śmierci.